# Хирш, Алекс
Александр Роберт (Алекс) Хирш (англ. Alexander Robert (Alex) Hirsch, 18 июня 1985 года, Пьемонт, Калифорния) — американский аниматор, продюсер, актёр озвучивания. Известен как создатель анимационного телесериала «Гравити Фолз» производства телеканала Disney XD.

## Ранняя жизнь и образование
Хирш родился в маленьком городке Пьемонт, штат Калифорния, в 1985 году. Там же окончил среднюю школу. В 2002 году Алекс выиграл ежегодный школьный конкурс по подражанию голосам птиц, после чего был приглашён на позднее шоу с Дэвидом Леттерманом. У Алекса есть сестра-близнец Ариель. Его отец еврей по национальности, придерживается агностицизма.
Он посещал Калифорнийский институт искусств, где создал множество проектов и короткометражных фильмов, в том числе свой первый фильм «Off The Wall», в котором сочетались анимация и живое действие. Лето 2006 года Хирш провёл в Портленде, где работал над завершённым позднее фильмом для анимационной студии Laika. Окончил колледж в 2007 году.

## Карьера
После окончания института искусств Хирш работал в качестве автора и раскадровщика в мультсериале «Удивительные злоключения Флэпджека» в Cartoon Network, где он сотрудничал с другими выпускниками института — Джеймсом Гарландом, Пендлтоном Уордом (который был его партнёром по написанию шоу) и Патриком Макхейлом. Он продолжал разрабатывать пилот для анимационного сериала Disney Channel «Рыбология» вместе с Максвеллом Атомсом и будущим создателем сериала «Рик и Морти» Джастином Ройландом.
В 2012 году Хирш создал анимационный сериал «Гравити Фолз», со множеством отсылок и зашифрованных сообщений. Он не хочет создавать третий сезон для Disney Channel, так как это нарушит законченность проекта. Премьера сериала, действие которого происходит в вымышленном городе Гравити Фолз, штат Орегон, состоялась 15 июня 2012 года. Персонажей озвучивали Джейсон Риттер и Кристен Шаал. Голосом самого Хирша говорят Стэнли Пайнс, Зус, старик Макгакет, Билл Шифр и многие другие второстепенные персонажи.
В 2014 году шоу стало выходить на канале Disney XD. Сериал получил премию BAFTA Children’s и премию Энни в 2015 году и был номинирован на несколько других наград, включая премию Пибоди в 2016 году.
В феврале 2016 года Хирш завершил работу над «Гравити Фолз» и приступил к другим проектам.
В июле 2016 года Хирш устроил глобальную охоту за сокровищами (известную как «Охота за шифром», ориг. «Cipher Hunt») для поклонников «Гравити Фолз» с подсказками, скрытыми по всему миру, в том числе в США, Японии и России. Целью охоты было найти статую персонажа «Гравити Фолз», Билла Шифра. Через две недели поклонники шоу обнаружили статую в Ридспорте, штат Орегон. Во время охоты вышла книга Хирша «Гравити Фолз: Дневник 3» — это произошло 26 июля 2016 года. В конечном итоге книга находилась в списке бестселлеров New York Times почти год. Также позднее вышло специальное издание для фанатов с надписями, сделанными невидимыми чернилами.
Помимо «Гравити Фолз», Хирш занимался озвучиванием нескольких проектов, включая «Финеса и Ферба», «Рика и Морти», и выступил в качестве диктора специального выпуска Челси Перетти, «Один из великих». В августе 2016 года было объявлено, что Хирш станет соавтором нового фильма о покемонах «Детектив Пикачу», но информация в итоге оказалась ложной. В феврале 2017 года Хирш стал соавтором сценария фильма «Человек-паук: Через вселенные».
В феврале 2018 года Хирш в своём аккаунте в Твиттере анонсировал новый графический роман «Гравити Фолз» — с помощью серии кусочков головоломки, которые он выпускал в течение дня. Собранные вместе, кусочки головоломки раскрыли обложку графического романа «Гравити Фолз: Забытые легенды — 4 — Совершенно новые приключения!». Комикс был выпущен 24 июля 2018 года.
27 августа 2018 года Хирш подписал соглашение с американской стриминговой компанией Netflix на многолетнюю сделку.
В 2019 году Хирш занимался озвучкой Короля и Сычика в мультсериале «Дом совы», созданном Даной Террас. Премьера мультсериала состоялась 10 января 2020 года.

## Личная жизнь
«Гравити Фолз» во многом основывается на детстве Хирша, когда он проводил летние каникулы вместе со своей сестрой-близнецом. В шоу он воплотил многие реальные события, такие как жизнь в Пьемонте и игры со своей сестрой в детстве. Мэйбл Пайнс, одна из главных героев Гравити Фолз, была вдохновлена его сестрой-близнецом Ариэль Хирш. По словам Хирша, точно так же, как Мэйбл, его сестра «действительно носила дурацкие свитера и каждый раз увлекалась разными нелепыми штуками». В сериале у Мейбл появляется домашняя свинка, как его сестра хотела в детстве. Персонаж прадяди Стэна вдохновлён дедом Хирша Стэном, который, по словам Хирша, «был парнем, который рассказывал сказки и часто выводил нас из себя. Поэтому моя семья действительно вдохновила меня на создание героев шоу».
Хирш вместе с Даной Террас организовал благотворительные трансляции, чтобы собрать деньги для различных организаций, включая «Планируемое родительство», Совет по защите природных ресурсов, Проект «Тревор» и RAICES (с Дарон Нефси)/ Всего собрано более 270 000 долларов.

## Фильмография
| Год(ы)                                               | Фильм                                                                              | Продюсер | Сценарист | Художник | Актёр озвучивания | Роль                                                                      | Заметки                                        |
| ---------------------------------------------------- | ---------------------------------------------------------------------------------- | -------- | --------- | -------- | ----------------- | ------------------------------------------------------------------------- | ---------------------------------------------- |
| 2008—2009                                            | Удивительные злоключения Флэпджека (англ. The Marvelous Misadventures of Flapjack) | Нет      | Да        | Да       | Нет               |                                                                           |                                                |
| 2010—2014                                            | Рыбология (англ. Fish Hooks)                                                       | Нет      | Да        | Да       | Да                | Клемента Фамбл Второстепенные голоса                                      | Также креативный консультант и соавтор         |
| 2012—2016                                            | Гравити Фолз (англ. Gravity Falls)                                                 | Да       | Да        | Да       | Да                | Стэнли Пайнс Зус Рамирез Билл Шифр Старик Макгаккет Второстепенные голоса | Создатель, сценарист и исполнительный продюсер |
| 2013                                                 | Финес и Ферб (англ. Phineas and Ferb)                                              | Нет      | Нет       | Нет      | Да                | Офицер Конкорд                                                            | Эпизод: «Ужасная трилогия террора»             |
| 2015                                                 | Рик и Морти (англ. Rick and Morty)                                                 | Нет      | Нет       | Нет      | Да                | Тоби Мэтьюз                                                               | Эпизод: «Большая проблема в Маленьком Санчесе» |
| 2016                                                 | С приветом по планетам (англ. Wander Over Yonder)                                  | Нет      | Нет       | Нет      | Да                | Старик Суси Ду Второстепенные голоса                                      | Эпизод: «Мультфильм»                           |
| 2018                                                 | Звёздная принцесса и силы зла (англ. Star vs. the Forces of Evil)                  | Нет      | Нет       | Нет      | Да                | Бен Фотино                                                                | Эпизод: «Будка друзей»                         |
| 2018                                                 | Вся правда о медведях (англ. We Bare Bears)                                        | Нет      | Нет       | Нет      | Да                | Интернет тролль                                                           | Эпизод: «Чарли Хеллоуин Вещь 2»                |
| 2019                                                 | Семейка Грин в городе (англ. Big City Greens)                                      | Нет      | Нет       | Нет      | Да                | Уайт                                                                      | Эпизод: «Парк Пандеониум»                      |
| 2019                                                 | Aмфибия (англ. Amphibia)                                                           | Нет      | Нет       | Нет      | Да                | Лягушка Зус Куратор                                                       | Эпизод: «Музей восковых фигур»                 |
| 2019                                                 |                                                                                    |          |           |          |                   |                                                                           |                                                |
| Angry Birds 2 в кино (англ. The Angry Birds Movie 2) | Нет                                                                                | Нет      | Нет       | Да       | Стив              | Эпизодическая роль                                                        |                                                |
| 2020                                                 | Дом совы (англ. The Owl House)                                                     | Нет      | Нет       | Нет      | Да                | Кинг Хути                                                                 |                                                |
| 2020                                                 | Miraculous World. Нью-Йорк                                                         | Нет      | Нет       | Нет      | Да                | Камео в роли самого себя                                                  |                                                |
| 2021                                                 | Митчеллы против машин (англ. The Mitchells vs. the Machines)                       | Нет      | Нет       | Нет      | Да                | Дирк                                                                      | Эпизодическая роль                             |
| 2021                                                 | Корпорация «Заговор» (англ. Inside Job)                                            | Да       | Да        | Нет      | Да                | Голоса второго плана                                                      | Сценарист и исполнительный продюсер            |

## Книги
- 2016 — Гравити Фолз. Дневник 3
- 2018 — Гравити Фолз. Забытые легенды
- 2024 — Гравити Фолз. Книга Билла